# Tetraetilenpentamina
La tetraetilenpentamina, llamada también 1,4,7,10,13-pentaazatridecano y tetren, es una poliamina de fórmula molecular C8H23N5.
Su estructura es lineal, con dos grupos amino primarios y tres secundarios, semejante a la trietilentetramina pero con un grupo etilenamino adicional.

## Propiedades físicas y químicas
La tetraetilenpentamina es un líquido viscoso de color amarillo con un desagradable y penetrante olor amoniacal.
Tiene su punto de ebullición a 340 °C y a -40 °C solidifica.
En fase líquida posee una densidad prácticamente idéntica a la del agua (ρ = 0,998 g/cm³), mientras que su vapor es 6,5 veces más pesado que el aire.
Es miscible en la práctica totalidad de disolventes orgánicos y en agua; el valor del logaritmo de su coeficiente de reparto, logP = 1,50, indica que su solubilidad es mayor en disolventes hidrófobos que en disolventes hidrófilos. Posee una tensión superficial alta, 41,2 dina/cm, aunque lejos de la del agua (~ 72 dina/cm).
La tetraetilenpentamina es un compuesto higroscópico. Reacciona con agentes oxidantes fuertes, 
ácidos fuertes e hidrocarburos clorados. Puede atacar determinados tipos de plásticos.

## Síntesis y usos
La tetraetilenpentamina puede ser sintetizada —junto a otras poliaminas de polietileno— haciendo reaccionar dicloruro de etileno con una disolución acuosa de amoníaco en presencia de dietilentriamina, proceso que se lleva a cabo a alta presión y a una temperatura en torno a 180 - 200 °C.
Otro método de síntesis parte de aziridina y trietilentetramina, obteniéndose, además de tetraetilenpentamina, N1,N1,N2-tris(2-aminoetil)etano-1,2-diamina.
A su vez, la tetraetilenpentamina es precursor de diversos aditivos como TDAE o EQD-3. También puede usarse para la síntesis orgánica de otras aminas como piperazina, 2-aminoetilpiperazina o N'-(2-piperazin-1-iletil)etano-1,2-diamina.
También se ha investigado la tetraetilenpentamina como agente quelante del cobre. Inmovilizada en forma de microesferas macroporosas, es capaz de adsorber de forma efectiva el exceso de ion Cu2+ presente en pacientes de la enfermedad de Wilson.

## Precauciones
La tetraetilenpentamina es una sustancia combustible, aunque no arde con facilidad. Su punto de inflamabilidad es 139 °C y su temperatura de autoignición 321 °C. Al arder desprende gases nocivos como óxidos de nitrógeno y monóxido de carbono.
Es un compuesto tóxico si se ingiere o si entra en contacto con la piel, pudiendo ocasionar quemaduras severas en la piel y en los ojos.